# Михеев, Виталий Вячеславович
Виталий Вячеславович Михеев (род. 24 ноября 1970, Сосновый Бор, Ленинградская область) — российский самбист и дзюдоист, чемпион России по самбо 1997 и 1998 годов, бронзовый призёр чемпионата Европы по самбо 1993 года, чемпион (1998) и бронзовый призёр (1997) чемпионатов мира по самбо, бронзовый призёр международного турнира по дзюдо 1998 года в Софии, мастер спорта России международного класса по самбо. По самбо выступал в первой средней весовой категории (до 82 кг). В начале 1990-х годов представлял Польшу. Является вице-президентом Федерации самбо и дзюдо Калининградской области. Также является директором муниципального бюджетного учреждения дополнительного образования «Спортивная школа» Гурьевска.

## Спортивные результаты
- Чемпионат России по самбо 1997 года — ;
- Чемпионат России по самбо 1998 года — ;